# San Diego Sails 1975-1976
La stagione 1974-75 dei San Diego Sails fu la 4ª e ultima nella ABA per la franchigia.
I San Diego Sails fallirono dopo appena 11 partite dall'inizio del campionato. Ufficialmente vennero classificati come settimi nella regular season con un record di 3-8.

## Risultati
| Squadra              | V  | P  | %    | GB   |
| -------------------- | -- | -- | ---- | ---- |
| Denver Nuggets       | 60 | 24 | 71,4 | -    |
| New York Nets        | 55 | 29 | 65,5 | 5    |
| San Antonio Spurs    | 50 | 34 | 59,5 | 10   |
| Kentucky Colonels    | 46 | 38 | 54,8 | 14   |
| Indiana Pacers       | 39 | 45 | 46,4 | 21   |
| Spirits of St. Louis | 35 | 49 | 41,7 | 25   |
| San Diego Sails      | 3  | 8  | 27,3 | 20,5 |
| Utah Stars           | 4  | 12 | 25,0 | 22   |
| Virginia Squires     | 15 | 68 | 18,1 | 44,5 |

## Roster
| N° | Naz.                   | Ruolo | Sportivo       | Anno | Alt. | Peso \|\| |
| -- | ---------------------- | ----- | -------------- | ---- | ---- | --------- |
| 2  | Stati Uniti (bandiera) | AC    | Stew Johnson   | 1944 | 203  | 100       |
| 3  | Stati Uniti (bandiera) | AC    | Caldwell Jones | 1950 | 211  | 98        |
| 6  | Stati Uniti (bandiera) | G     | Tom Ingelsby   | 1951 | 191  | 82        |
| 8  | Stati Uniti (bandiera) | AC    | Lee Davis      | 1945 | 203  | 107       |
| 10 | Stati Uniti (bandiera) | G     | Bo Lamar       | 1951 | 185  | 82        |
| 12 | Stati Uniti (bandiera) | AC    | Dave Robisch   | 1949 | 208  | 107       |
| 15 | Stati Uniti (bandiera) | GA    | Pat McFarland  | 1951 | 196  | 84        |
| 21 | Stati Uniti (bandiera) | G     | Bob Warren     | 1946 | 196  | 86        |
| 22 | Stati Uniti (bandiera) | AC    | Joby Wright    | 1950 | 203  | 100       |
| 43 | Stati Uniti (bandiera) | G     | Kevin Joyce    | 1951 | 191  | 86        |
| 53 | Stati Uniti (bandiera) | A     | Mark Olberding | 1956 | 203  | 102       |

## Staff tecnico
- Allenatore: Bill Musselman
- Vice-allenatore: Gerald Oliver